# Genaro Salinas
Genaro Salinas Cardona (Tampico, 19 de septiembre de 1919 - Caracas, 28 de abril de 1957), fue un tenor y cantante popular mexicano.

## Inicios
Nació el 19 de septiembre de 1919 en Tampico, México, sus padres fueron Narciso Salinas y Concepción Cardona. Debido a la estrechez económica de su familia, su madre debió trabajar como lavandera, mientras que él siendo adolescente comenzó a trabajar en el puerto local y en una venta de ostras, para complementar los ingresos familiares. Desde pequeño comenzó demostrando dotes para el canto. Dándose cuenta de sus facultades, se inscribió en la academia de canto Giadam, de Tampico donde recibió una instrucción musical adecuada que le permitió aprovechar al máximo las potencialidades de su voz.
En 1939 debuta en un concurso de cantantes aficionados organizado por la emisora radial XES, en el cual obtuvo el primer lugar. Sin embargo, el premio en efectivo debió usarlo para pagar los gastos del sepelio de su madre, que había muerto recientemente. Se casa por primera vez el 27 de febrero de 1939 con María de la Luz Herrera Razo. El matrimonio tiene dos hijos Genaro Jr. y Concepción Salinas Herrera.
Se cuenta que cuando el presentador mexicano Roberto Soto lo escuchó cantar por vez primera, lo atrajo de inmediato al programa que él presentaba en el Teatro Lírico del Distrito Federal, y fue incluido luego, en el elenco artístico de la XEW. En esta emisora radial fue conocido como “La voz de oro de México”. En 1941, grabó sus primeras canciones para la filial mexicana de RCA Víctor.
En esa época estuvieron de moda en México, las canciones de tipo español en lo que luego se llamó el bolero moruno. Al igual que cantantes como Alfonso Ortiz Tirado, Nicolás Urcelay y Néstor Mesta Chaires, Genaro Salinas también abordó este género, con temas de Agustín Lara, tales como “Silverio”, “Cuerdas de mi Guitarra”, “Flor de Sevilla”, "Granada" y "Valencia", entre otras.
El éxito que Genaro logró en México, con su estilo, no dejó de despertar intrigas y envidias entre sus colegas, quienes se rehusaban a compartir con él los escenarios. Luego de renunciar a RCA Víctor, Salinas, firmó un contrato con la hoy desaparecida empresa discográfica Peerless, con la que grabó boleros diversos. También se conservan algunas grabaciones en vivo en la radio mexicana de piezas como “Perjura”, “Espérame”, “Punto Final”, “Mañana” y “Ondas del Danubio”, en las cuales el tenor abordó con relativa facilidad otros géneros, tales como la danza mexicana y el vals.
En una gira por Cuba, durante su presentación en un festival, conoció a la cantante de tangos, de origen argentino, conocida por su nombre artístico Malena de Toledo, con quien luego contrajo matrimonio un segundo matrimonio el 24 de junio de 1944 en México.
En 1946, viajó a Buenos Aires, contratado por el Centro Social Español “El Tronío”. Allí tuvo la posibilidad de cantar en la orquesta del violinista argentino Américo Belloto Varoni. Malena, su esposa, fue vocalista de la orquesta de Vardaro-Pugliese. Ambos tuvieron una gran aceptación del público y de los medios. En esa ciudad, Genaro actuó para la Radio "El Mundo", con lo que obtuvo un éxito tal, que decidió quedarse en ese país. En aquella estancia, se presume que tuvo oportunidad de entablar contacto profesional con el tenor italiano Tito Schipa, quien pasaba largas temporadas en Buenos Aires, dando recitales y realizando grabaciones. El estilo de Genaro se impuso en el gusto del público argentino, aun por encima de boleristas nacionales como Leo Marini y Hugo Romani.
Malena de Toledo se hizo cargo de sus dos hijos. Ambos tenían una relación muy estable hasta que la misma se vio truncada cuando, en una de sus actuaciones en la Radio “El Mundo”, Genaro conoció a la actriz de teatro Zoe Ducós, con quien entabló una relación sentimental, al margen de su matrimonio. Se cree que esta relación lo llevó a viajar a Caracas ya que Ducós emigró a Venezuela donde actuó en el teatro y en la TV nacionales.
Debido a problemas amorosos, Genaro Salinas regresó a su país, México, en 1952, donde se convirtió en objeto de intrigas y de maquinaciones por parte de gremios artísticos que defendían intereses económicos relacionados con la producción y el negocio de la música. Allí nuevamente firmó contrato con RCA Victor, grabando boleros y temas chilenos y paraguayos, que había aprendido durante su estancia en Argentina. En algunas de estas sesiones de grabación, realizadas entre 1952 y 1953 grabó con el Sexteto Fantasía y el Mariachi Vargas de Tecalitlán, además de la orquesta del músico Chucho Zarzosa.

## Muerte
A raíz de su separación de Malena de Toledo, quien se quedó en Argentina, Genaro sufrió las intrigas derivadas de esta situación, y en 1957 se vio nuevamente empujado hacia el exterior dirigiéndose a Venezuela. Según relató el periodista Omar Valera, al regresar Salinas a Venezuela, cantó en locales de segunda categoría, se embriagaba con frecuencia y aparentemente trató de acercarse nuevamente a la actriz Zoe Ducós, quien entonces era la esposa de Miguel Silvio Sanz, funcionario de la Dirección de Seguridad Nacional, la policía política de la dictadura de Marcos Pérez Jiménez. 
En la mañana del 28 de abril de 1957, fue encontrado agonizante debajo de un puente de la Avenida Victoria de Caracas, con politraumatismos generalizados y falleció ese mismo día. Según se cree, en la noche anterior varios agentes de la Seguridad Nacional lo esperaron en lo alto del puente de la avenida, por donde debía pasar a pie para ir a su alojamiento, lo arrojaron desde lo alto y ya caído sobre el pavimento de abajo le pasaron un automóvil por encima.
A la hora de su muerte, Salinas tenía 37 años y, su estado financiero era precario. Afortunadamente, su colega el ya famoso tenor venezolano Alfredo Sadel, se hizo cargo de los gastos de su funeral. Malena de Toledo, quien nunca se divorció del cantante, hizo los trámites para la repatriación del cuerpo del vocalista, que desde entonces reposa en el Cementerio de la Chacarita, dónde su esposa fue enterrada menos de tres años después.

## Estilo y voz
Su voz, según críticos musicales, recuerda a la del tenor italiano Beniamino Gigli, al punto tal de que a Salinas se le consideró como una especie de “Gigli del Bolero”, género en el que destacó. No obstante, a Salinas se le ve más ligado, desde el punto de vista musical, al también italiano Tito Schipa, de quien recibiera instrucción, ya que su uso de la media voz, los matices, las modulaciones, los diminuendos y de las filaturas se acercan a la cultivadas por este último.
Según los análisis posteriores de sus grabaciones, su rango vocal abarcaba desde el Sol grave (G2), como en el tema en “Soy Marinero” hasta un Do de cabeza en “Novillero”, grabadas ambas en los años 50. Dentro de sus características vocales, resaltan su control de la emisión y el paso fácil de notas graves a agudas y viceversa, sin cambios en la consistencia, el dominio del passaggio, la conservación de la línea de canto y un adecuado manejo de los matices.